# Valentin Wolfenstein
Valentin Wolfenstein (19. dubna 1845, Falun – 3. února 1909, Los Angeles) byl švédsko-americký fotograf. Byl jedním z prvních fotografů, kteří pro fotografování používali zábleskové lampy. Vlastnil první úspěšné fotografické studio v Los Angeles, kde v 70. letech v 80. letech fotografoval mnoho slavných Kalifornčanů. V letech 1890 až 1905 byl majitelem dvorního ateliéru Jaeger ve Stockholmu.

## Životopis

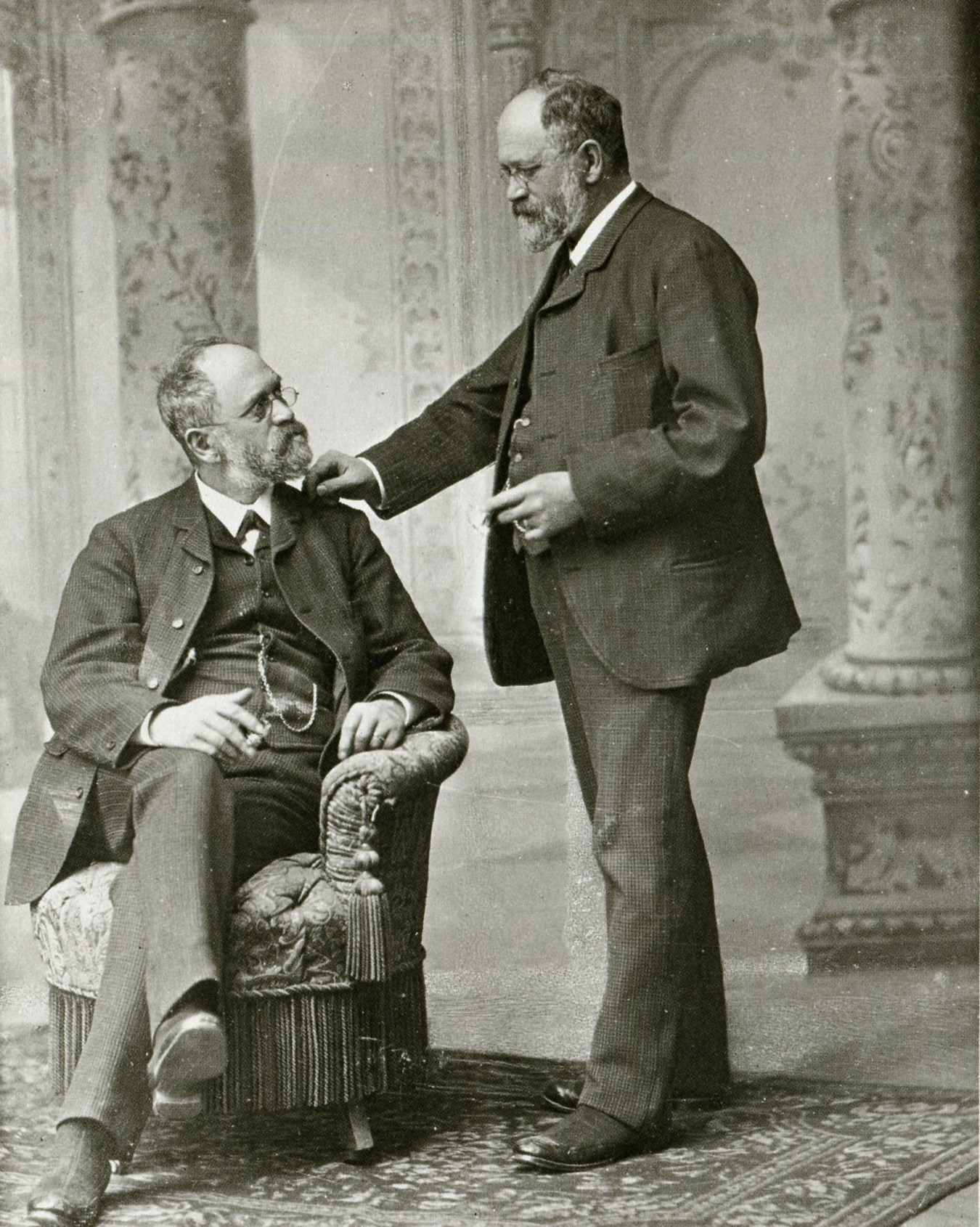
Dvojitá fotografie Wolfensteina zachycující jeho bývalého šéfa Jaegera.

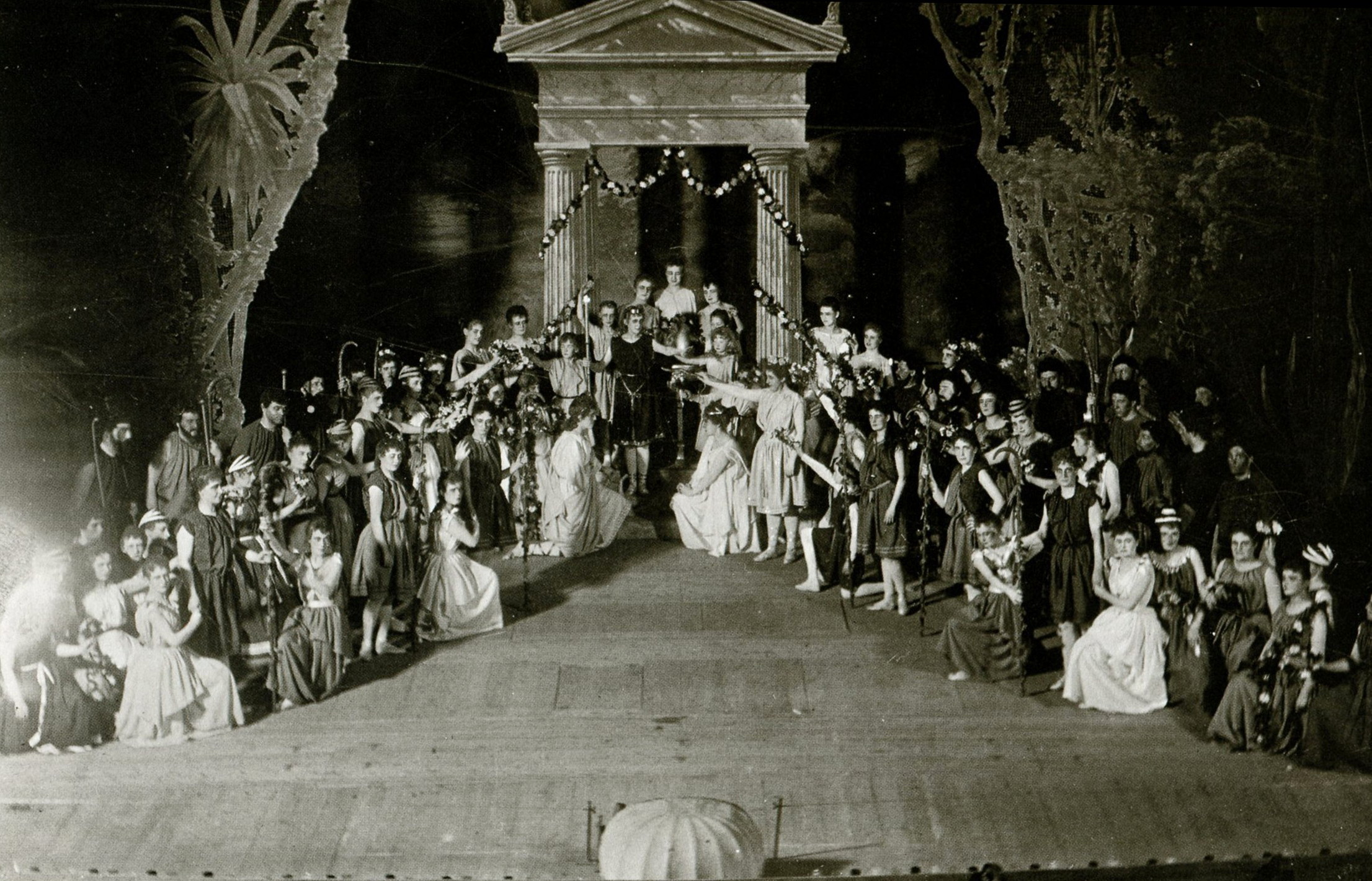
Fotografie pořízená s bleskem ve švédském divadle, 1894

Wolfenstein se narodil jako August Valentin Wolfenstein dne 19. dubna 1845 ve Falunu. Jeho rodiči byli Viktor Adolf Wolfenstein (1817–1881) a Anna Elisabeth Brostromová (1807–1851). Během americké občanské války emigroval do Spojených států a narukoval v New Yorku dne 31. ledna 1865.
Wolfenstein emigroval do Spojených států během americké občanské války a pracoval jako fotograf v Los Angeles a New Bedfordu, kde měl studia. Je o něm zmínka v knize Pioneer Photographers of the Far West: A Biographical Dictionary, 1840–1865. V roce 1884 se oženil s Clarou Brownovou (zemřela 1892). Po válce pracoval jako fotograf v New Bedfordu v Massachusetts, kde měl v roce 1867 fotografické studio.
Založil studio v Los Angeles v roce 1871 ve druhém patře New Temple Block v centru Los Angeles. Zde zakoupil služby francouzského malíře Henriho Penelona na pořizování barevných portrétů. Je také uveden jako stále v Temple Block v roce 1875 v adresáři města Los Angeles.
Wolfenstein se oženil s Philopenou Brownovou (1863–1884) dne 26. února 1884, když byl v New Bedfordu. Ve stejném roce měli dceru jménem Florentina. Později téhož roku Philopena zemřela. Poté se oženil s Clarou Brownovou (1868–1892). Měli dva syny, Roberta (1889–1977) a Waltera (1890 – před 1909). Když v 80. letech 20. století neuspěl v některých postranních podnicích v Los Angeles, hledal nové prostředí a odešel do Guatemaly a Mexika, kde provozoval fotografická studia.
V 90. letech 19. století se vrátil do Švédska, někdy poté, co Clara zemřela, a usadil se ve Stockholmu, kde se stal zaměstnancem dvorního fotografa Johannese Jaegera v jeho společnosti Atelier Jaeger. V 90. letech 19. století Wolfenstein založil fotografické studio Fotografický ateliér Valentina Wolfensteina (Valentin Wolfenstein fotoateljé) na adrese Drottninggatan 33 ve Stockholmu.
Když se Jaeger chtěl vrátit do svého rodného města v Německu, Wolfenstein koupil obě jeho studia za 60 000 švédských korun. Studio bylo dobře zavedené a zaměstnávalo přibližně 30 lidí. Wolfenstein nadále nazýval ateliér původním jménem „Atelier Jaeger“, a to kvůli jeho zavedené reputaci oficiálního dvorního fotografa. Stejně tak Albin Roosval a Herrman Sylwander, kteří převzali podnik v roce 1905 po Wolfensteinovi.
Wolfenstein byl průkopníkem (pravděpodobně prvním ve Švédsku), který fotografoval interiér v divadlech se zábleskovým práškem, ještě před existencí elektrického světla. Umístil několik záblesků do salonu mezi scény a v roce 1894 pořídil scénické snímky mimo jiné ve švédském divadle ve Stockholmu.
Další zájem se týkal takzvaných „dvojitých obrázků“, kde pomocí dvojité expozice na každé polovině skleněné desky bylo možné dvakrát zobrazit jednu a tu samou osobu, například při rozhovoru se sebou samým. Wolfenstein byl zkušený praktik tohoto umění, které bylo populární v 60. letech 19. století. Slavná dvojitá Wolfensteinova fotografie z roku 1890 ukazuje Johannesa Jaegera, jak sedí a stojí na stejném obrázku. Pravděpodobně byla fotografie pořízena na rozloučenou, před jeho návratem do Německa.
Poté, co Wolfenstein v roce 1905 opustil ateliér Jaeger, se vrátil do Spojených států, kde v únoru 1909 zemřel ve věku 61 let. Je pohřben na hřbitově Angelus Rosedale v Los Angeles.

## Galerie

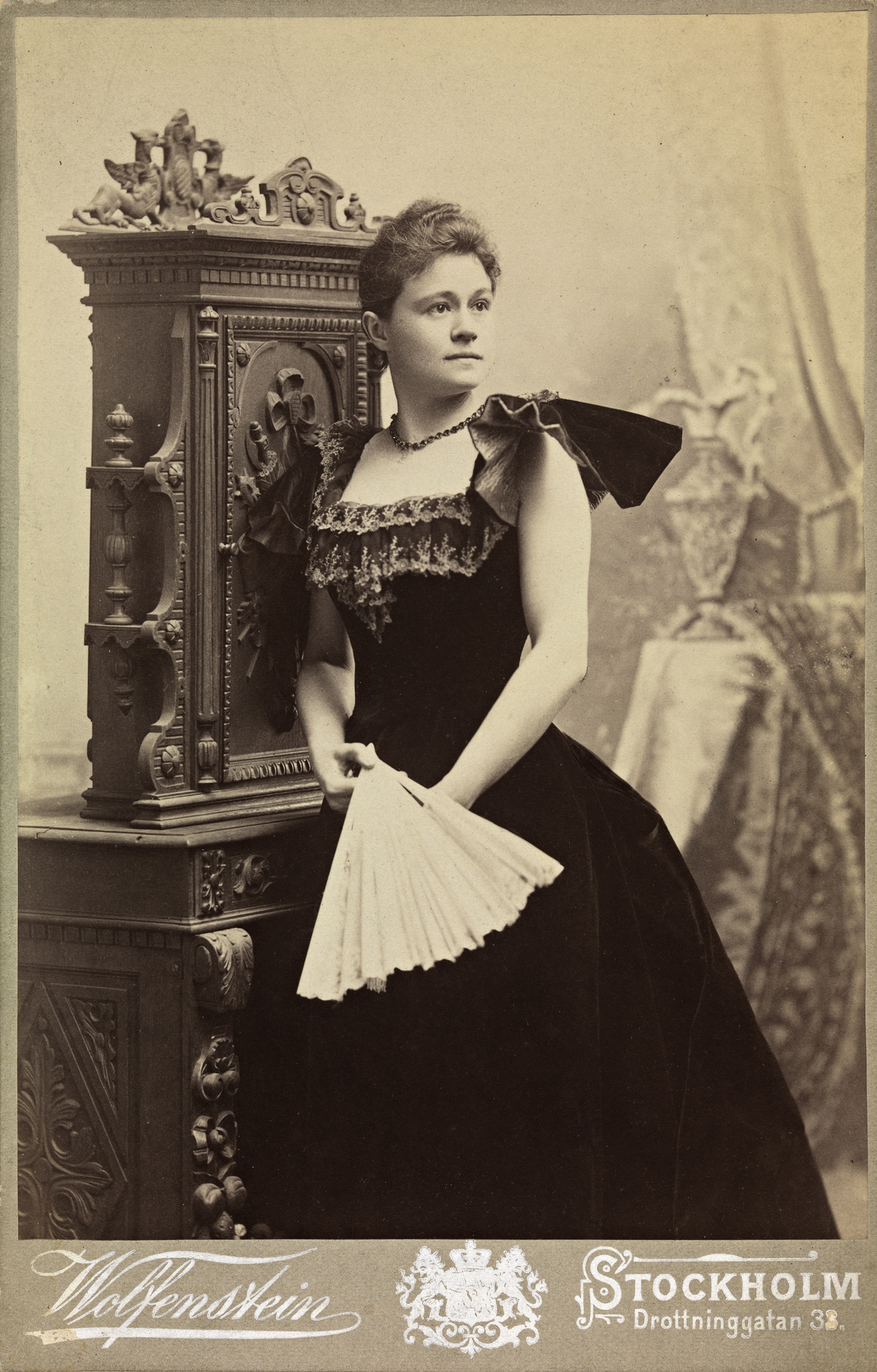
Eva Nansenová
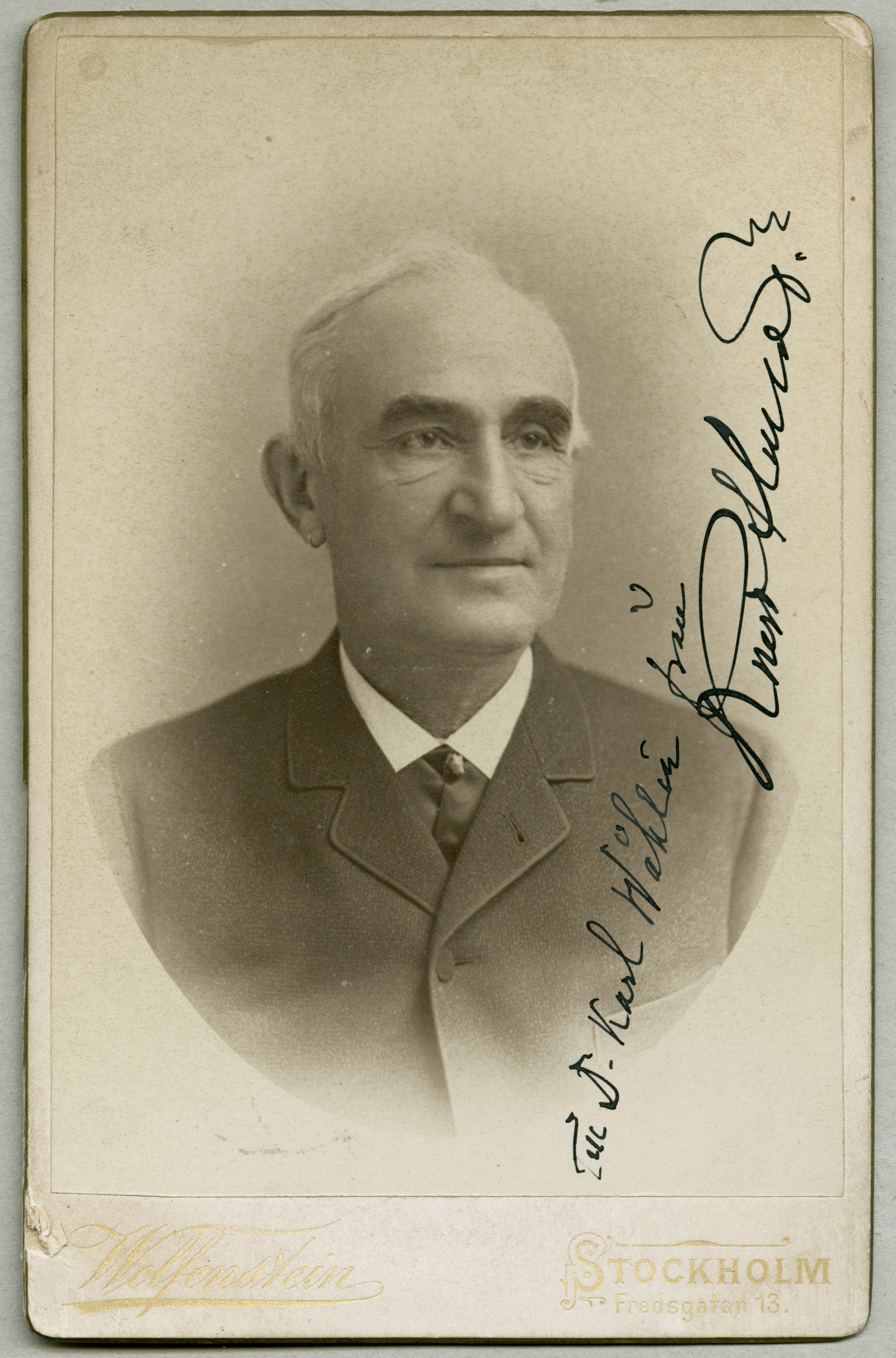
Knut Almlöf
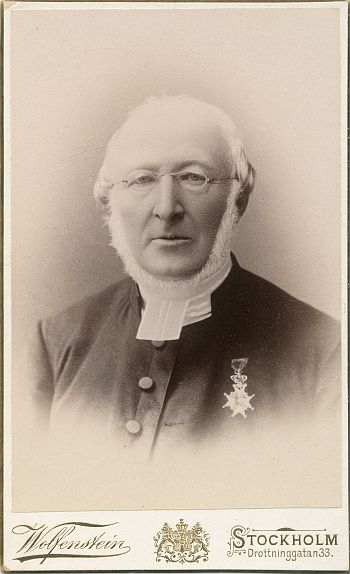
Reverend Johan Christopher Ruuth II (1823–1899)
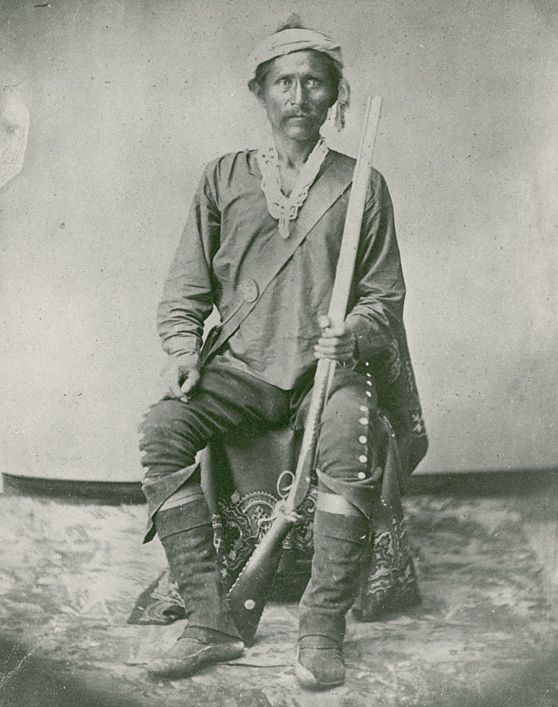
Muž držící pušku, 1868, šéf kmene Navahů Barboncito
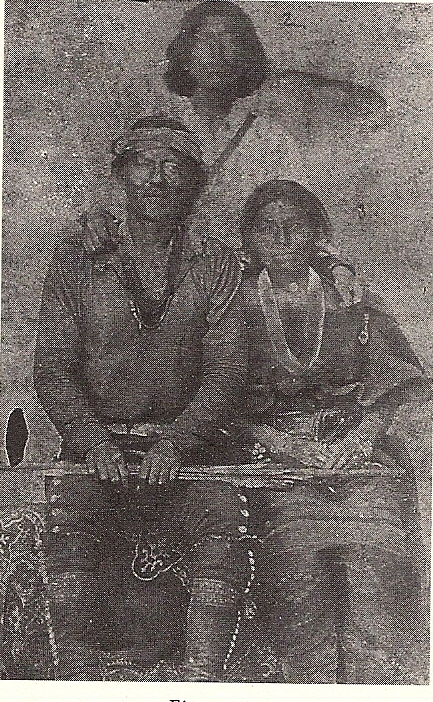
Šéf kmene Navahů Manuelito se svou ženou a synem, 1868
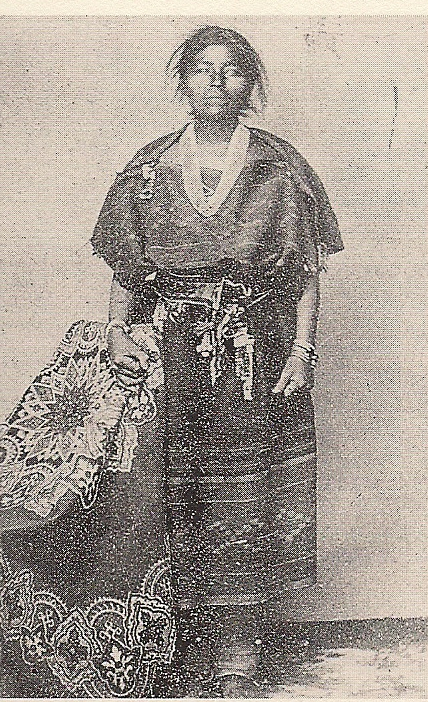
Snacha šéfa Barboncito, „Mica se qui“, 1868
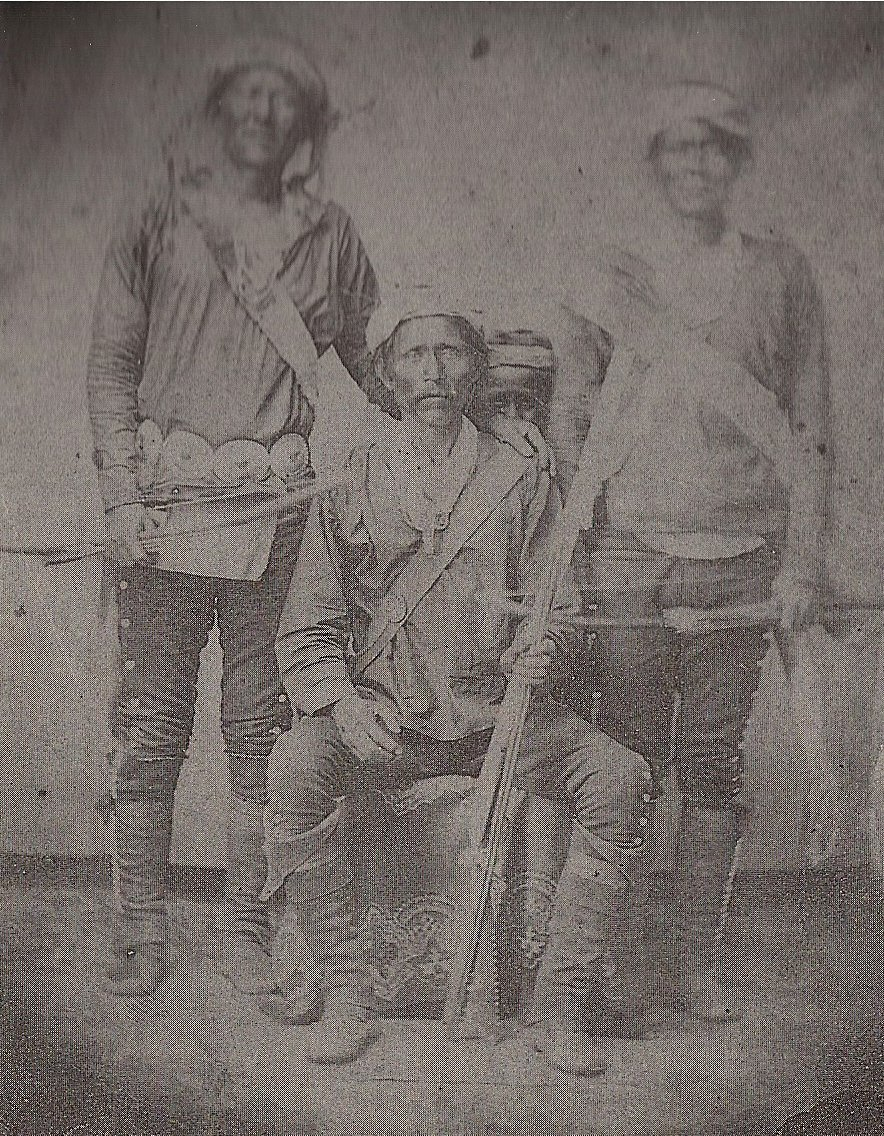
Manuelito, Barboncito, Navahové, 1868
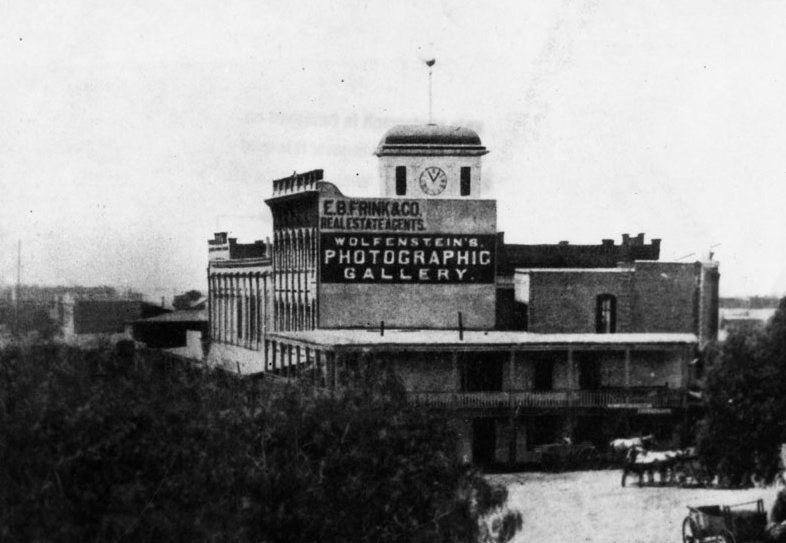
Fotografické studio Valentina Wolfensteina v Los Angeles, Main Street, 1885